# Estudi de perills i operativitat
Un estudi de riscos i operativitat (HAZOP) és un examen estructurat i sistemàtic d'un sistema complex, generalment una instal·lació de procés, per tal d'identificar riscos per al personal, l'equip o el medi ambient, així com problemes d'operativitat que podrien afectar l'eficiència de les operacions. És l'eina d'identificació de riscos més important en l'àmbit de la seguretat dels processos. La intenció de realitzar un HAZOP és revisar el disseny per detectar problemes de disseny i enginyeria que d'altra manera no s'haurien trobat. La tècnica es basa en dividir el disseny complex general del procés en diverses seccions més simples anomenades nodes, que després es revisen individualment. El duu a terme un equip multidisciplinari amb una experiència adequada durant una sèrie de reunions. La tècnica HAZOP és qualitativa i té com a objectiu estimular la imaginació dels participants per identificar possibles riscos i problemes d'operativitat. Es dóna estructura i direcció al procés de revisió aplicant indicacions de paraules clau estandarditzades a la revisió de cada node. Una norma IEC pertinent demana que els membres de l'equip mostrin "intuïció i bon judici" i que les reunions es duguin a terme en "una atmosfera de pensament crític en una atmosfera franca i oberta [sic]".
La tècnica HAZOP es va desenvolupar inicialment per a sistemes que impliquen el tractament d'un medi fluid o un altre flux de materials en les indústries de procés, on ara és un element important de la gestió de la seguretat dels processos. Posteriorment es va ampliar a l'anàlisi de reaccions per lots i procediments operatius de plantes de procés. Recentment, s'ha utilitzat en dominis diferents de les indústries de procés o només vagament relacionats amb elles, és a dir: aplicacions de programari, inclosos sistemes electrònics programables; desenvolupament de programari i codi; sistemes que impliquen el moviment de persones per modes de transport com ara carretera, ferrocarril i aire; avaluació de procediments administratius en diferents indústries; avaluació de dispositius mèdics; etc. Aquest article se centra en la tècnica tal com s'utilitza en les indústries de procés.

## Història
Generalment es considera que la tècnica es va originar a la Divisió de Productes Químics Orgànics Pesats d'Imperial Chemical Industries (ICI), que aleshores era una important empresa química britànica i internacional.
Els seus orígens han estat descrits per Trevor Kletz, que va ser l'assessor de seguretat de l'empresa de 1968 a 1982. El 1963, un equip de tres persones es va reunir tres dies a la setmana durant quatre mesos per estudiar el disseny d'una nova planta de fenol. Van començar amb una tècnica anomenada examen crític que demanava alternatives, però la van canviar per buscar desviacions. El mètode es va refinar encara més dins de l'empresa, sota el nom d'estudis d'operabilitat, i es va convertir en la tercera etapa del seu procediment d'anàlisi de riscos (les dues primeres es van fer a les etapes conceptual i d'especificació) quan es va produir el primer disseny detallat.
El 1974, la Institució d'Enginyers Químics (IChemE) del Politècnic de Teesside va oferir un curs de seguretat d'una setmana que incloïa aquest procediment. Poc després del desastre de Flixborough, el curs estava complet, igual que els dels anys següents. El mateix any també es va publicar el primer article a la literatura oberta. El 1977, l'Associació d'Indústries Químiques va publicar una guia. Fins aleshores, el terme "HAZOP" no s'havia utilitzat en publicacions formals. El primer a fer-ho va ser Kletz el 1983, amb el que eren essencialment les notes del curs (revisades i actualitzades) dels cursos de l'IChemE. En aquell moment, els estudis de perill i operativitat s'havien convertit en una part esperada dels cursos de grau d'enginyeria química al Regne Unit.
Avui dia, els reguladors i la indústria de processos en general (inclosos els operadors i contractistes) consideren la HAZOP un pas estrictament necessari del desenvolupament del projecte, com a mínim durant la fase de disseny detallat.

## Mètode
El mètode s'aplica a processos complexos, per als quals hi ha prou informació de disseny disponible i és poc probable que canviïn significativament. Aquest rang de dades s'ha d'identificar explícitament i prendre's com a base de la "intenció de disseny" per a l'estudi HAZOP. Per exemple, un dissenyador prudent haurà permès variacions previsibles dins del procés, creant un marc de disseny més ampli que només els requisits bàsics, i l'HAZOP estudiarà maneres en què això podria no ser suficient.
Un ús comú de l'anàlisi HAZOP és relativament aviat durant el disseny detallat d'una planta o procés. Tanmateix, també es pot aplicar en altres etapes, inclosa la vida operativa posterior de les plantes existents, en aquest cas s'aplica útilment com a eina de revalidació per garantir que no s'hagin introduït canvis gestionats indegudament des de la primera posada en marxa de la planta. Quan la informació de disseny no està completament disponible, com ara durant la càrrega frontal, es pot dur a terme una anàlisi HAZOP aproximada ; no obstant això, quan es requereix que un disseny realitzi una anàlisi HAZOP per complir els requisits legislatius o reglamentaris, aquest exercici inicial no es pot considerar suficient i també es fa necessari un anàlisi HAZOP de disseny detallat posterior.
Per a les plantes de procés, es trien seccions identificables ( nodes ) de manera que per a cadascuna es pugui especificar una intenció de disseny significativa.. Normalment s'indiquen en diagrames de canonades i instrumentació (P&ID) i diagrames de flux de procés (PFD). Els P&ID, en particular, són el document de referència més important per dur a terme un HAZOP. L'extensió de cada node ha de ser adequada a la complexitat del sistema i a la magnitud dels perills que podria plantejar. Tanmateix, també caldrà equilibrar entre "massa gran i complex" (menys nodes, però els membres de l'equip poden no ser capaços de considerar els problemes dins de tot el node alhora) i "massa petit i simple" (molts nodes trivials i repetitius, cadascun dels quals s'ha de revisar i documentar de manera independent).
Per a cada node, al seu torn, l'equip HAZOP utilitza una llista de paraules clau i paràmetres de procés estandarditzats per identificar possibles desviacions de la intenció del disseny. Per a cada desviació, l'equip identifica les causes factibles i les probables conseqüències i després decideix (amb confirmació mitjançant anàlisi de riscos si cal, per exemple, mitjançant una matriu de riscos acordada) si les salvaguardes existents són suficients o si cal una acció o recomanació per instal·lar salvaguardes addicionals o implementar controls administratius per reduir els riscos a un nivell acceptable.
El grau de preparació per a la HAZOP és crític per a l'èxit general de la revisió. Es proporciona informació de disseny "congelada" als membres de l'equip amb temps perquè es familiaritzin amb el procés, un calendari adequat per a la realització de la HAZOP, i la provisió dels millors membres de l'equip per al seu rol. Aquells que planifiquen una HAZOP han de tenir en compte l'abast de la revisió, el nombre de nodes a revisar, la provisió de dibuixos de disseny i documentació completats i la necessitat de mantenir el rendiment de l'equip durant un període de temps prolongat. Els membres de l'equip també poden haver de realitzar algunes de les seves tasques normals durant aquest període i els membres de l'equip HAZOP poden tendir a perdre la concentració tret que se'ls concedeixi el temps suficient per refrescar les seves capacitats mentals.
Les reunions d'equip han de ser gestionades per un facilitador HAZOP independent i format (també anomenat líder o president HAZOP), que és responsable de la qualitat general de la revisió, en col·laboració amb un escriba dedicat a redactar les actes de les reunions. Tal com estableix la norma IEC:
L'èxit de l'estudi depèn en gran mesura de l'alerta i la concentració dels membres de l'equip i, per tant, és important que les sessions no siguin massa llargues i que hi hagi intervals adequats entre sessions. La manera com s'aconsegueixen aquests requisits és responsabilitat, en última instància, del líder de l'estudi.
Per a una planta química de mida mitjana, on el nombre total d'elements a considerar és d'uns 1200 equips i canonades, caldrien unes 40 reunions d'aquest tipus. Actualment hi ha diversos programes de programari disponibles per ajudar en la gestió i la descripció del taller.

### Paraules guia i paràmetres
Per tal d'identificar les desviacions, l'equip aplica (sistemàticament, és a dir, en un ordre determinat) un conjunt de paraules guia a cada node del procés. Per impulsar la discussió o per garantir la integritat, es consideren els paràmetres del procés adequats al seu torn, que s'apliquen a la intenció del disseny. Els paràmetres típics són el cabal (o cabal), la temperatura, la pressió, el nivell, la composició, etc. La norma IEC assenyala que s'han de triar paraules guia adequades per a l'estudi, ni massa específiques (que limitin les idees i la discussió) ni massa generals (que permetin perdre el focus). Un conjunt de paraules guia força estàndard (donat com a exemple la norma) és el següent:
| Paraula guia               | Significat |
| -------------------------- | --- |
| No (no, cap)               | No s'aconsegueix cap de les intencions del disseny                                                                     |
| Més (més de, més alt)      | Increment quantitatiu d'un paràmetre                                                                                   |
| Menys (menys de, inferior) | Disminució quantitativa d'un paràmetre                                                                                 |
| Així com (més que)         | Es produeix una activitat addicional                                                                                   |
| Part de                    | Només s'aconsegueix una part de la intenció del disseny                                                                |
| Invers                     | Es produeix el contrari lògic de la intenció del disseny                                                               |
| A part de (altre)          | Substitució completa (té lloc una altra activitat o es produeix una activitat inusual o existeix una condició inusual) |

Quan una paraula guia sigui significativament aplicable a un paràmetre (per exemple, "sense flux", "més temperatura"), la seva combinació s'ha de registrar com una desviació potencial creïble de la intenció del disseny que requereix revisió.
La taula següent ofereix una visió general dels parells de paraules guia-paràmetre (desviacions) més utilitzats i les seves interpretacions habituals.
| Paràmetre / Paraula guia                                                    | No                    | Més                      | Menys                    |
| --------------------------------------------------------------------------- | --------------------- | ------------------------ | ------------------------ |
| Flux                                                                        | sense flux            | alt flux                 | baix flux                |
| Pressió                                                                     | buit                  | alta pressió             | baixa pressió            |
| Temperatura                                                                 |                       | alta temperatura         | baixa temperatura        |
| Nivell                                                                      | sense nivell          | alt nivell               | baix nivell              |
| Temps                                                                       | pas de seqüència omès | massa temps / massa tard | massa curt / massa aviat |
| Agitació                                                                    | sense barrejar        | barreja ràpida           | barreja lenta            |
| Reacció                                                                     | cap reacció           | reacció ràpida / fugida  | reacció lenta            |
| Engegada / Apagada                                                          |                       | massa ràpid              | massa lent               |
| Drenatge / Ventilació                                                       | cap                   | massa llarg              | massa curt               |
| Inertització                                                                | cap                   | alta pressió             | baixa pressió            |
| Fallada de la xarxa elèctrica (per exemple, aire instrumental, alimentació) | fracàs                |                          |                          |
| Fallada del DCS                                                             | fracàs                |                          |                          |
| Manteniment                                                                 | cap                   |                          |                          |

Un cop establertes les causes i els efectes de qualsevol perill potencial, el sistema que s'estudia es pot modificar per millorar-ne la seguretat. El disseny modificat hauria de ser sotmès a un tancament formal d'HAZOP per garantir que no s'hagin afegit nous problemes.